# Lumbricalus vossae
Lumbricalus vossae är en ringmaskart som beskrevs av Carrera-Parra 2004. Lumbricalus vossae ingår i släktet Lumbricalus och familjen Lumbrineridae. Inga underarter finns listade i Catalogue of Life.